# کورنل بورچرز
کورنل بورچرز (انگلیسی: Cornell Borchers؛ ۱۶ مارس ۱۹۲۵ – ۱۲ مهٔ ۲۰۱۴) یک هنرپیشه اهل آلمان بود.
از فیلم‌هایی که وی در آنها نقش داشته‌است می‌توان به استانبول، هرگز نگو خداحافظ و واحه اشاره کرد.
او در سال ۱۹۵۴ موفق شد برای بازی در فیلمِ قلب تقسیم‌شده جایزه بفتای بهترین بازیگر نقش اول زن غیربریتانیایی را از آنِ خود کند.